# Linnaemya vagus
Linnaemya vagus là một loài ruồi trong họ Tachinidae.